# (710) Гертруд
(710) Гертруд (лат. Gertrud) - астероїд із групи головного пояса, що входить до складу сімейства Феміди. Його було відкрито 28 лютого 1911 року австрійським астрономом Йоганном Палізою у Віденській обсерваторії та названо на честь онуки астронома.
Крива блиску 710 Гертруда показує періодичність 10.02 ± 0.03 години, за цей час блиск об'єкта змінюється на 0.35 ± 0.04 зоряної величини.